# Erzbistum Split-Makarska
Das Erzbistum Split-Makarska (kroat.: Splitsko-makarska nadbiskupija, lat.: Archidioecesis Spalatensis-Macarscensis) ist ein römisch-katholisches Erzbistum in Kroatien. Dem Erzbistum sind die Bistümer Dubrovnik, Hvar und Šibenik, sowie das Bistum Kotor in Montenegro als Suffragane unterstellt.

## Entstehung und Werdegang
Der erste Bischof der antiken Diözese Salona war Venantius, der im Jahre 257 den Märtyrertod erlitt. 304 wurde dieses auch von Bischof Domnius (kroat. Sv. Duje) geteilt. Seit dem 5. Jahrhundert werden Erzbischöfe aus Salona erwähnt.
Im Jahr 530 fand in Salona eine Synode statt, an der Bischöfe aus Rab, Zadar, Skradin, Narona, Epidaurus, Martar, Bistue und Sisak teilnahmen. Auf einer weiteren Synode 533 erschienen außerdem Bischöfe aus Baloe, Ludrum, Sarsenterum und Mucurum (Makarska).
620 wird letztmals ein Erzbischof von Salona erwähnt. 636 wird die Stadt von Awaren zerstört. Ende des 7. Jahrhunderts ist der neue Sitz die Stadt Spalato (Split).
Die Erzdiözese spielte bei der Rechristianisierung und der Schaffung der Kirchenorganisation im frühmittelalterlichen Kroatien eine führende Rolle.
Die Erzbischöfe von Spalato tragen seit 928 (935) den Titel Primas von Dalmatien und. ganz Kroatien (Dalmatiae ac totius Croatiae primas).
Im Jahr 935 findet in Spalato ein Konzil statt mit Bischöfen aus Krk, Osor, Rab, Zadar, Dubrovnik, Kotor, Nin, Ston. Auch ein Bischof von Trogir wird in dieser Zeit genannt.
Im Jahr 999 geht der Rang des Primas an den Bischof von Dubrovnik, 1034 nach Antivari, 1145 an den Bischof von Zara, und 1155 schließlich an das Patriarchat von Grado, später an das Patriarchat von Venedig.
Ab 1199/1217 trägt wieder der Erzbischof von Split den Titel Primas von Dalmatien und ganz Kroatien.
1636 gehen Rechte an Venedig und Split verliert den Rang als Metropolitansitz an das Bistum Dubrovnik. Trotzdem tragen die Erzbischöfe bis etwa 1799 weiter den Titel des Primas.
Im Zuge der allgemeinen Neuordnung der dalmatinischen Bistümer verlor Split im Jahre 1830, auf Betreiben der damaligen österreichisch-ungarischen Obrigkeit den Status als Erzbistum. Zu dieser Zeit wurde das Bistum jedoch gemäß einer Entscheidung von Papst Leo XII. aus dem Jahre 1828 mit dem Bistum Makarska vereint. Hinzu kam noch der Südosten des damals aufgelösten Bistums Trogir.
Im Jahre 1969 erhielt die Diözese von Papst Paul VI. ihren Status als Metropolitan-Erzbistum zurück. Heute wird es offiziell als Erzbistum Split-Makarska bezeichnet.
|  |  |